# Empoasca okadai
Empoasca okadai är en insektsart som beskrevs av Irena Dworakowska 1982. Empoasca okadai ingår i släktet Empoasca och familjen dvärgstritar. Inga underarter finns listade i Catalogue of Life.